# Jozef Markuš
Jozef Markuš (13. března 1944, Nyíregyháza − 3. března 2025) byl slovenský politik a předseda Matice slovenské.

## Biografie
Rodina Jozefa Markuše se spolu s dalšími slovenskými rodinami z okolí Nyíregyházy přestěhovala v dubnu 1947 do Horné Seče v rámci výměny obyvatelstva mezi Československem a Maďarskem.
Jozef Markuš vystudoval Střední zemědělskou školu technickou v Zlatých Moravcích. Vysokoškolské studium absolvoval na Vysoké škole ekonomické v Bratislavě, studijní odbor ekonomika zemědělství. V letech 1985 až 1989 působil v ekonomickém a prognostickém ústavu Slovenské akademie věd.
Od prosince 1989 byl aktivní v politice jako místopředseda slovenské vlády (vláda Milana Čiče) a krátce v ní tehdy působil i jako pověřený ministr zdravotnictví Slovenska. Od srpna 1990 do listopadu 2010 byl předsedou Matice slovenské.
V Registračních protokolech agenturních a operativních svazků Státní bezpečnosti, uveřejněných na stránkách slovenského Ústavu paměti národa, je svazek agenta s krycím jménem Ekonóm, s registračním číslem 20489, ke kterému patří jméno Jozef Markuš, narozen 13. března 1944.